# Capitanía general de Filipinas
La capitanía general de Filipinas (en tagalo: Kapitaniya Heneral ng Pilipinas), también conocida como Reino de Filipinas, es un antiguo territorio español perteneciente al virreinato de Nueva España, con sede en Manila, que existió desde 1571 hasta 1830.
La capitanía fue establecida por la Monarquía Hispánica en las Indias Orientales Españolas. Además del archipiélago filipino, incluía la isla de Palaos, las Islas Marianas (actuales territorios estadounidenses de Guam y Marianas del Norte) y las Islas Carolinas (actuales Estados Federados de Micronesia). El virrey de Nueva España, con sede en la Ciudad de México, ejercía sobre estos territorios atribuciones relativas a asuntos económicos, ya que en lo demás el capitán general trataba directamente con el rey y el Consejo de Indias.
Filipinas fue territorio español hasta finales de 1898. El 12 de junio de 1898 los filipinos bajo el mando del general Emilio Aguinaldo declararon su efímera independencia. El 10 de diciembre de 1898, por el Tratado de París se puso fin a la guerra hispano-estadounidense, y las Filipinas y Guam fueron cedidas a los Estados Unidos. Las Marianas (salvo Guam), Carolinas y Palaos fueron vendidas al Imperio alemán por el Tratado germano-español de 12 de febrero de 1899.

## Historia

### Siglo XVI
Después de la conquista de Filipinas en 1565 por Miguel López de Legazpi, las islas del archipiélago recibieron primero el estatus de gobernación y más tarde de Capitanía General dependiente del virreinato de Nueva España en 1574. En 1584 se creó la Real Audiencia de Manila, que gobernaba la capitanía cuando esta quedaba vacante; el capitán general ejerció las funciones de gobernador y presidente de la Real Audiencia (hasta 1861).

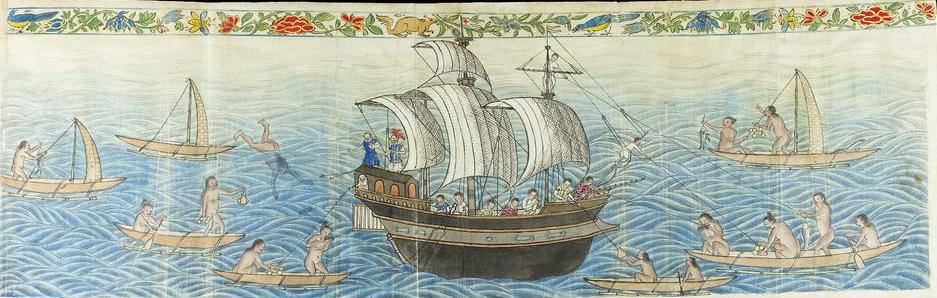
Recepción del galeón de Manila por los chamorro en las islas Ladrones (actual Guam) ca. 1590

El primer censo en Filipinas, de 1591, sobre la base de los tributos recaudados, dio una población fundadora de Hispano-Filipinas total de 667.612 personas, de los cuales: 20.000 eran comerciantes inmigrantes chinos; alrededor de 15.600 personas eran soldados-colonos hispanoamericanos que fueron enviados acumulativamente desde Perú y México a Filipinas anualmente; 3.000 eran residentes japoneses; y 600 eran españoles peninsulares. De estos españoles, 236 recibieron encomiendas para gobernar en las numerosas provincias de Filipinas. También había un número grande pero desconocido de filipinos indios porque importaron cantidades masivas de esclavos de Bengala y el sur de la India. Esto hizo que los bengalíes de habla indoeuropea y los tamiles de habla dravidiana tuvieran presencia en las áreas rurales de Filipinas. El resto de la población eran malayos y negritos. Por lo tanto, con solo 667.612 personas, durante esta era, Filipinas se encontraba entre las tierras más escasamente pobladas de Asia.

### Siglo XVII
Por el contrario, Japón durante esa era (el siglo XVI) ya tenía una población de 8 millones o México tenía una población de 4 millones, lo que era enorme en comparación a los escasos 600.000 de Filipinas. En 1600, el método de conteo de la población fue renovado por los funcionarios españoles, y empezaron a basarlo en registros eclesiásticos.

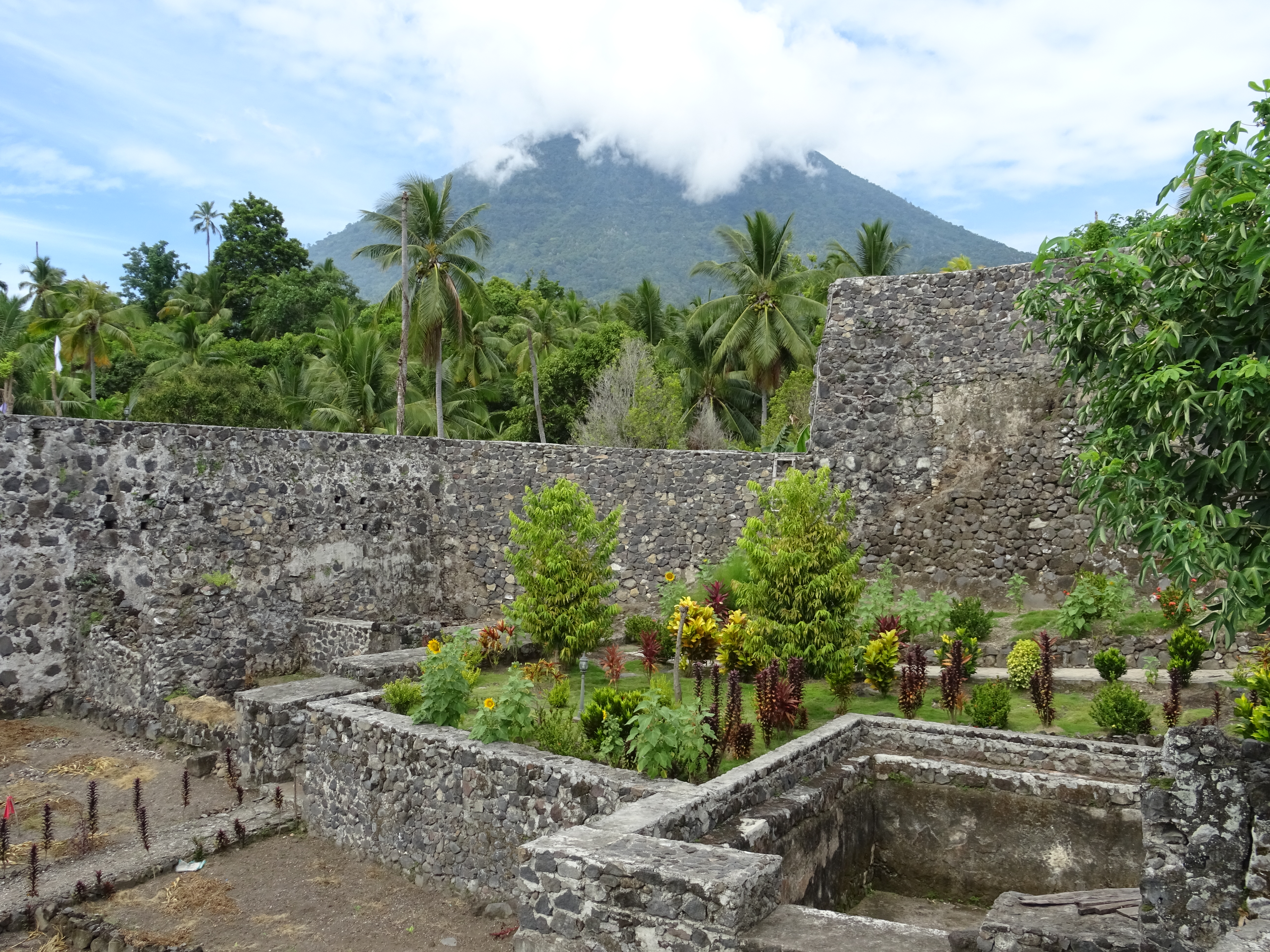
Fuerte Santiago de los Caballeros del siglo en Tidore, Islas Molucas (Indonesia)

### Gobernación de las Molucas (1606-1663)
El control español sobre las Islas Molucas (actual Indonesia) consistió de un protectorado sobre el sultanato de Tidore (1526-1545; 1580-1663) y en la mitad de la isla de Ternate (1606-1663). Además, supuso el control de otras plazas menores con origen en el control del imperio Portugués en la región de las islas Molucas y el norte de Célebes.

### Taiwán bajo control español (1626-1642)
En 1626 se lanzó desde Filipinas la expedición naval para la conquista de isla Formosa (actual Taiwan), al mando Antonio Carreño Valdés, cuya región sur se encontraba bajo control de la VOC holandesa desde 1625. El desembarco tuvo lugar el 7 de mayo de 1626. En época española se establecieron los puertos de La Santísima Trinidad (actualmente Keelung) defendido por un fuerte llamado de San Salvador. Poco después se fundó un nuevo asentamiento en la localidad de Tamsui donde se edificó otro fuerte llamado Santo Domingo.
Españoles y holandeses se enfrentaron reiteradamente en Taiwán, el debilitamiento de la presencia española hizo que abandonaran Tamsui en 1638, mientras que en 1642 una flota holandesa conquistó La Santísima Trinidad y expulsó a los españoles de Taiwán.

### Siglo XVIII
Por Orden Real del 17 de julio de 1784 se creó la Intendencia de Manila para las causas de ejército y real hacienda, siendo nombrado intendente en comisión el oidor de la Audiencia de Manila, Ciriaco González Carvajal, debiendo utilizar la Real Ordenanza de Intendentes de 1782 para el Río de la Plata. A propuesta de Carvajal fueron creadas 4 intendencias más en las Filipinas el 24 de noviembre de 1786, unidas a sus respectivos corregidores, las cuales eran: Ilocos, Camarines, Iloilo y Cebú, pero estas intendencias fueron suprimidas por Real Orden del 20 de noviembre de 1787. Un mes antes, el 23 de octubre la Intendencia de Manila fue unida a la capitanía general. 

### Siglo XIX
La intendencia de Manila fue nuevamente separada por Real Orden del 25 de febrero de 1819, reunida el 14 de septiembre de 1824, separada el 27 de octubre de 1829, reunida a fines de 1842.
Hasta el año 1822, los capitanes generales eran civiles, pero a partir de ese año lo fueron siempre militares. Hacia 1830, perdidas ya las provincias de ultramar de la América continental, y entre ellas México (punto de conexión entre España y el remoto archipiélago filipino). Con ello coinciden las primeras corrientes separatistas filipinas. Durante toda la segunda mitad del siglo XIX, se establecieron los gobiernos y comandancias militares, muy numerosos dado el elevado número de islas y la extensión del distrito. Tras largas etapas de insurrección de la población local y la guerra con Estados Unidos, el dominio español en Filipinas cesó en 1898.

El período 1834-1874 representó en Filipinas una etapa de auténticos cambios, llegando a superar su retraso respecto a Hispanoamérica.

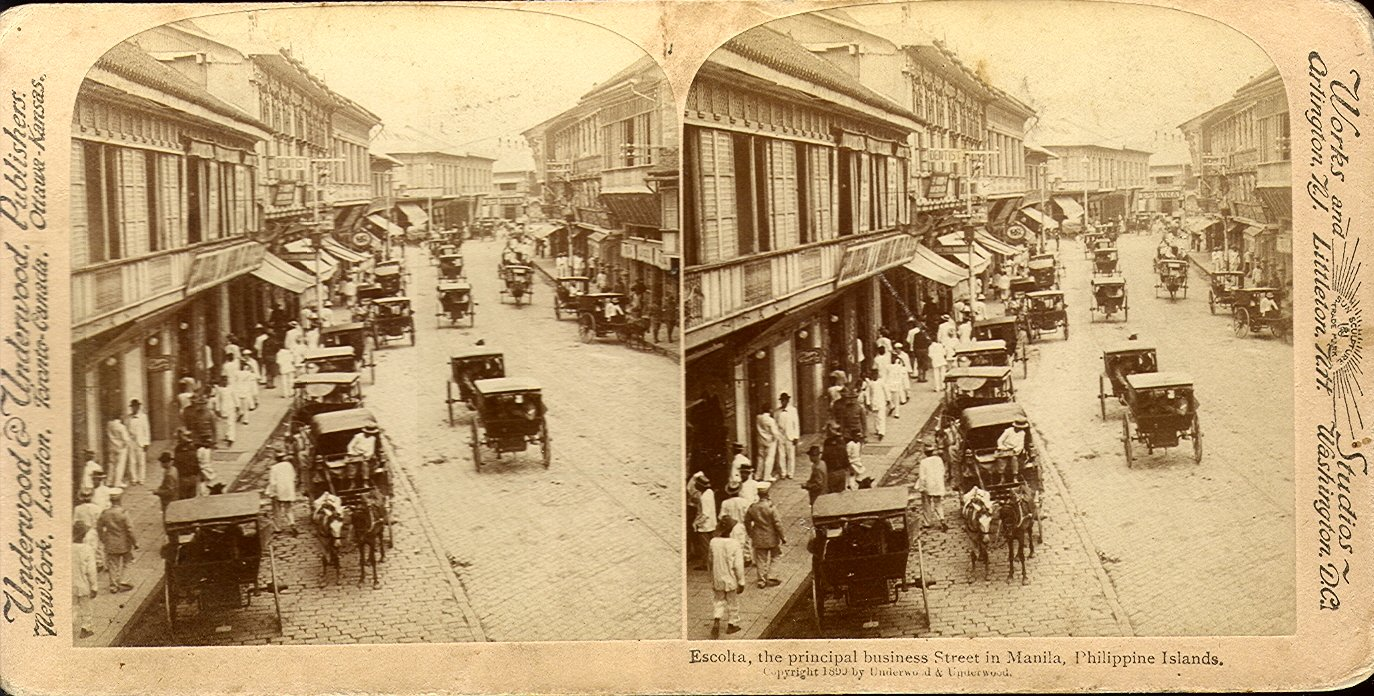
Manila, calle Escolta, 1899.

A partir de 1868, se hace sentir la influencia liberal y los filipinos se sienten marginados al no poder mantener sus representantes en las Cortes, logrados en la Constitución española de 1812. Tomada por los estadounidenses en 1898, Manila siguió manteniendo un fuerte carácter hispánico durante las dos primeras décadas del siglo XX. Estados Unidos, en esfuerzo sectario, decidió el progresivo y rápido desmantelamiento de todas las instituciones culturales españolas, en particular la educación escolar y la oficialidad del idioma español.

### Periodo de madurez
Cabrero sostiene que este esplendor filipino se debió a varias circunstancias:
- Desfile de tropas en Manila (1896)Madurez de la población.

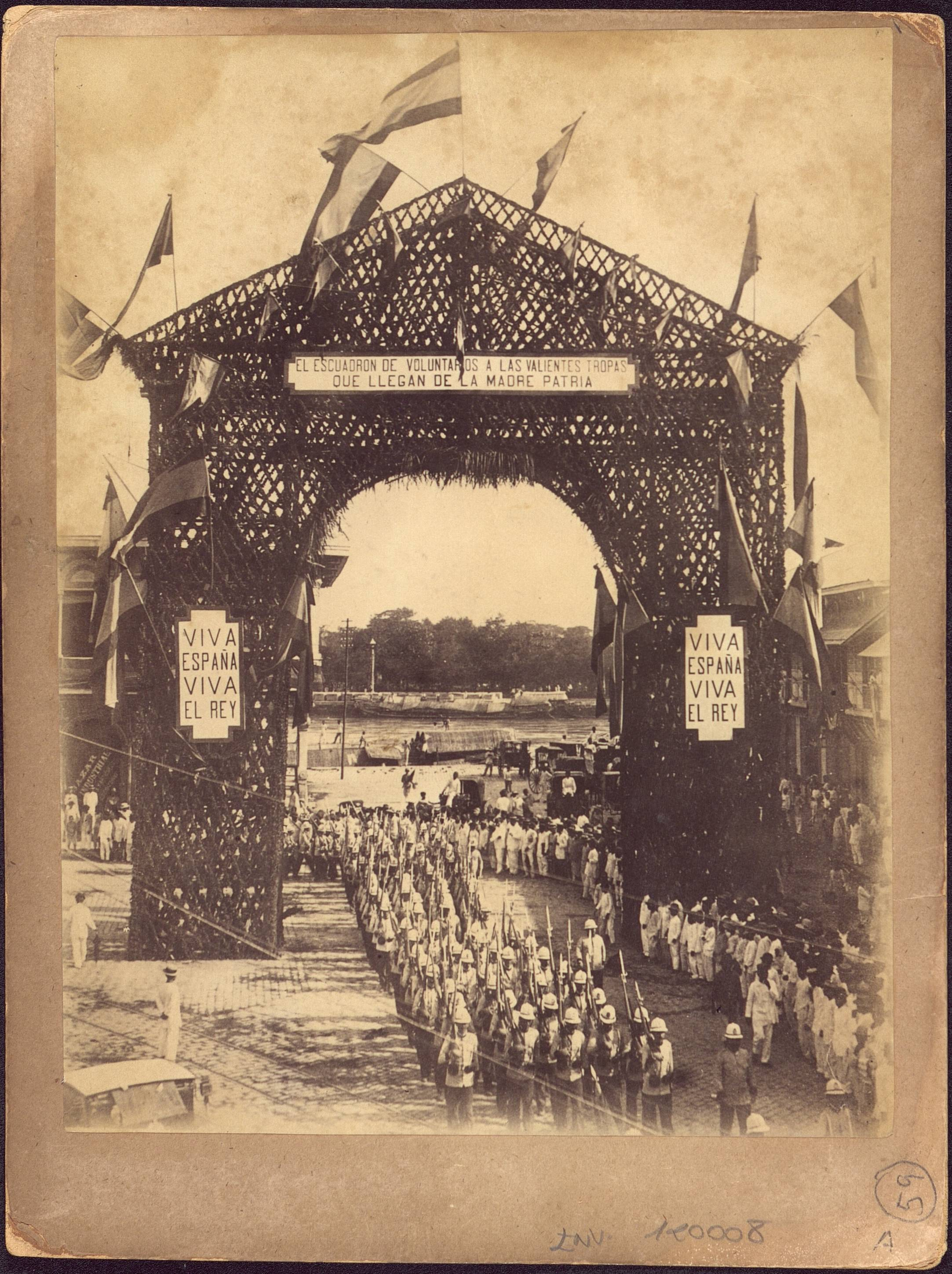
Desfile de tropas en Manila (1896)

- Menor interferencia de las órdenes religiosas.
- Dotes personales de algunos gobernadores.

### Influencia de la Constitución de 1812

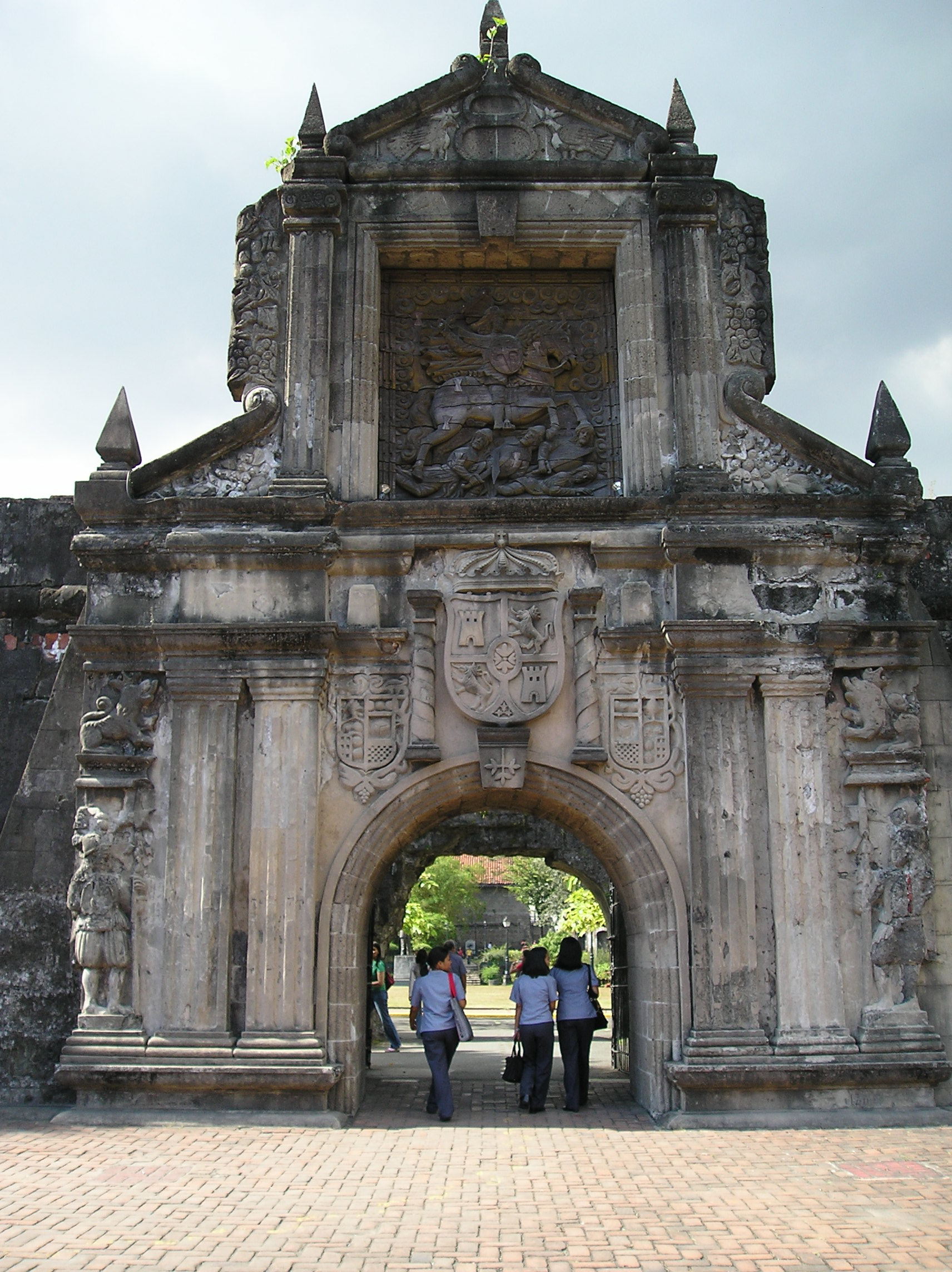
Fuerte de Santiago, entrada.

Un proyecto, anterior en un siglo a la Commonwealth de Gran Bretaña, posibilitaba la integración de la Capitanía General de las Filipinas: en el Asia, las islas Filipinas, y las que dependen de su gobierno.

"En 1812, y apoyándose en la nueva Constitución, criollos y mestizos solicitaron cambios en los órganos de gobierno; una igualdad de derechos con los peninsulares para el desempeño de cargos públicos; lucharon por unas nuevas directrices económicas, consiguiendo la supresión de la Real Compañía de Filipinas, y, en 1815, la supresión de la Nao de Acapulco que había sido el eje del monopolio comercial."

## División territorial
Hacia mediados del siglo XVIII, existían 24 provincias, de las cuales 19 eran alcaldías mayores y 5 corregimientos:
Corregimientos:
- Mariveles
- Cavite
- Zamboanga
- Mindanao Moro
- Otong

Alcaldías mayores:
- Albay
- Camarines (luego dividida)
- Tayabas
- Cagayán
- Ilocos (luego dividida)
- Pangasinán
- Pampanga
- Bulacán
- Tondo
- Laguna
- Balayán (luego llamada Batangas)
- Leite
- Panay (luego llamada Cápiz)
- Caraga
- Negros
- Calamianes
- Mindoro
- Marianas
- Cebú

Provincias formadas posteriormente:
- Zambales (separada de Pangasinán)
- Bataán (separada de Mariveles y de Pampanga en 1754)
- Nueva Écija (separada de Pampanga)
- Nueva Vizcaya (separada de Cagayán en 1839)
- Ilocos Norte (división en dos de Ilocos en 1819)
- Ilocos Sur (división en dos de Ilocos en 1819)
- Camarines Norte (división en dos de Camarines en 1829)
- Camarines Sur (división en dos de Camarines en 1829)
- Samar (separada de Leyte)
- Misamis (separada de Mindanao Moro y de Cebú)
- Iloílo (separada de Otong)
- Antique (separada de Otong)
- Abra (separada de Ilocos Sur en 1846)
- Nueva Guipúzcoa (separada de Caraga en 1847)
- Ticao y Masbate (gobierno político y militar separado de Albay en 1846)
- La Unión (separada de Pangasinán y de Ilocos Sur en 1850)
- Parte inferior del Agno (comandancia político y militar)

### SigloXIX

Mapa político de las Filipinas, 1899.

Hacia mediados del siglo XIX existían las siguientes provincias:
- Isla de Luzón (20 provincias): Tondo, Bulacán, Pampanga, Zambales, Bataán, Nueva Écija, La Unión, Cavite, Laguna, Batangas, Pangasinán, Ilocos Norte, Ilocos Sur, Tayabas, Abra, Cagayán (incluye las islas Babuyanes), Nueva Vizcaya, Albay, Camarines Norte, Camarines Sur.
- Islas de Mindoro, Marinduque, Lubán, Ilin (1 provincia): Mindoro.
- Islas Batanes o Bataán (1 provincia): Batanes.
- Isla de Panay (3 provincias): Cápiz, Iloilo, Antique.
- Isla de Negros (1 provincia): Negros.
- Isla de Samar (1 provincia): Samar.
- Isla de Leyte (1 provincia): Leite.
- Islas Calamianes (1 provincia): Calamianes.
- Isla de Cebú (1 provincia): Cebú.
- Isla Mindanao (4 provincias): Caraga, Misamis, Zamboanga, Nueva Guipúzcoa
- Islas Marianas (1 provincia): Marianas con capital en Agaña (isla de Guaján).

A fines de siglo XIX España reivindicaba e incluía ya el sultanato de Joló (Joló) que por su parte comprendía el Borneo Septentrional o Sabah; las reclamaciones en Micronesia se extendían a Palaos, las islas Carolinas, las Marshall y, más difusamente las islas Bonin y las actualmente llamadas Spratly.

### 1837
Una Real Orden del 31 de mayo de 1837 determinó:
Gobernador y capitán general
Manila.
Gobiernos militares y políticos
Caraga, Samar, Iloílo, Antique, Cápiz, Albay, Camarines Sur, Tayabas, Cavite, Zamboanga, islas Marianas.
Alcaldías mayores
Misamis, Mindoro, Nueva Écija, isla de Negros, Camarines Norte, Tondo, Zambales, Bulacán, Pampanga, Bataán, Pangasinam, Ilocos Sur, Ilocos Norte, Cagayán, islas Batanes, Laguna, Batangas, Zebú, Leyte, Calamianes.

## Organización gubernamental
A finales del siglo XIX, el gobierno español del Archipiélago Filipino era privativo del Gobernador General, único y legítimo representante del poder supremo del Gobierno del Rey de España en estas Islas, y como tal jefe superior en todos los órdenes de la administración pública.
Este cargo era desempeñado por un teniente general de ejército, con arreglo á leyes especiales vigentes en el Archipiélago, asesorándose de dos cuerpos consultivos, que eran la Junta de Autoridades y el Consejo de Administración. Funcionaba, independientemente del Consejo de Administración, un tribunal local de lo contencioso-administrativo, y á las inmediatas órdenes del Gobernador General, una secretaría del Gobierno General.
Para el despacho de asuntos relativos á los ramos de Hacienda, Gobernación y Fomento funcionaban, en concepto de secretarías del Gobierno General, la Intendencia General de Hacienda y la Dirección de Administración Civil.

### Distribución Gubernamental
Los gobiernos parciales eran, o civiles, o civiles y político-militares, o simplemente militares, todos los cuales se dividían en ciertas categorías o clases, indicios de mayor o menor autoridad gubernamental. De las provincias de Luzón unas eran gobernadas por autoridades civiles y otras por gobernadores militares con jurisdicción civil. Generalmente la categoría o grado militar del gobernador correspondía a las facultades gubernamentales.
| Provincias       | Islas | Categoría o clase |
| ---------------- | ----- | ----------------- |
| Cagayán          | Luzón | 2ª                |
| Ilocos del Norte | Luzón | 2ª                |
| Ilocos del Sur   | Luzón | 2ª                |
| Isabela          | Luzón | 3ª                |
| Unión            | Luzón | 3ª                |
| Pangasinán       | Luzón | 1ª                |
| Zambales         | Luzón | 3ª                |
| Tarlac           | Luzón | 3ª                |
| Nueva Écija      | Luzón | 2ª                |
| Bulacán          | Luzón | 1ª                |
| Bataán           | Luzón | 3ª                |
| Manila           | Luzón | Gobierno central  |
| Laguna           | Luzón | 2ª                |
| Batangas         | Luzón | 1ª                |
| Tayabas          | Luzón | 2ª                |
| Ambos Camarines  | Luzón | 2ª                |
| Albay            | Luzón | 1ª                |
| Sorsogón         | Luzón | 3ª                |

Los gobernadores, excepción hecha del gobernador civil de Manila que tenía la categoría de jefe de administración de lª clase, eran jefes de administración de 2ª, y en sus respectivas provincias, los representantes del Gobernador General de las Islas, la primera autoridad en el orden jerárquico y la superior en el administrativo y en el económico por tener bajo su inmediata dependencia las administraciones depositarias de Hacienda y fondos locales y ordenar el pago de todas las obligaciones consignadas en los presupuestos generales, provinciales y municipales.

### Gobiernos político-militares
Los gobernadores político-militares tenían las mismas atribuciones que los civiles, excepto en lo económico, cuya gestión era privativa de los administradores de Hacienda en las provincias, donde los gobernadores no eran, al propio tiempo, subdelagados del ramo. Lo propio sucedía con los comandantes político-militares en los gobiernos de igual clase.
| Provincias o distritos | Islas                | Categoría del gobernador       |
| ---------------------- | -------------------- | ------------------------------ |
| Abra                   | Luzón                | Comandante de ejército.        |
| Nueva Vizcaya          | Luzón                | Comandante de ejército.        |
| Mórong e isla Talim    | Luzón                | Comandante de ejército.        |
| Cavite                 | Luzón                | Brigadier o coronel.           |
| Corregidor             | Luzón                | Teniente de navío.             |
| Batanes                | Adyacentes           | Capitán.                       |
| Catanduanes            | Adyacentes           | Comandante.                    |
| Mindoro                | Adyacentes           | Comandante.                    |
| Masbate y Ticao        | Adyacentes           | Capitán.                       |
| Calamianes             | Adyacentes           | Capitán.                       |
| Cápiz                  | Panay                | Comandante.                    |
| Antique                | Panay                | Comandante.                    |
| Concepción             | Panay                | Comandante.                    |
| Iloilo                 | Panay                | General de brigada.            |
| Bohol                  | Bohol                | Comandante.                    |
| Cebú                   | Cebú                 | General de brigada.            |
| Negros Oriental        | Negros               | Comandante.                    |
| Negros Occidental      | Negros               | Teniente coronel.              |
| Sámar                  | Sámar                | Comandante.                    |
| Leyte                  | Leyte                | Coronel.                       |
| Suragao                | Mindanao             | Comandante.                    |
| Misamis                | Mindanao             | Teniente coronel.              |
| Lanao                  | Mindanao             | Coronel o Teniente coronel.    |
| Zamboanga              | Mindanao             | Comandante.                    |
| Cotabato               | Mindanao             | Coronel                        |
| Dávao                  | Mindanao             | Comandante                     |
| Basilán                | Basilán              | Teniente de navío de 1ª clase. |
| Joló                   | Archipiélago de Joló | General de brigada.            |
| Paragua                | Paragua              | Capitán de fragata.            |
| Balábac                | Balábac              | Teniente de navío de 1ª clase. |

### Comandancias político-militares
| Denominación        | Isla     | Provincia o distrito | Categoría del comandante  |
| ------------------- | -------- | -------------------- | ------------------------- |
| Apayaos             | Luzón    | Cagayán              | Capitán.                  |
| Cabugaoan           | Luzón    | Cagayán              | Capitán.                  |
| Itaves              | Luzón    | Cagayán              | Capitán.                  |
| Amburayan           | Luzón    | Ilocos del Sur       | Capitán.                  |
| Tiangán             | Luzón    | Ilocos del Sur       | Teniente 1º..             |
| Quiangán            | Luzón    | Lepanto              | Capitán.                  |
| Saltán              | Luzón    | Isabela              | Capitán.                  |
| Llavac              | Luzón    | Isabela              | Capitán.                  |
| Cayapa              | Luzón    | Nueva Vizcaya        | Capitán.                  |
| Binatangán          | Luzón    | Príncipe             | Capitán.                  |
| Bontoc (Distrito)   | Luzón    |                      | Capitán.                  |
| Lepanto (Distrito)  | Luzón    |                      | Capitán.                  |
| Benguet (Distrito)  | Luzón    |                      | Capitán.                  |
| Infanta (Distrito)  | Luzón    |                      | Capitán.                  |
| Príncipe (Distrito) | Luzón    |                      | Capitán.                  |
| Burias              | Burias   |                      | Capitán.                  |
| Romblón             | Romblón  |                      | Capitán.                  |
| Butúan              | Mindanao | Surigao              | Capitán.                  |
| Dapitan             | Mindanao | Misamis              | Comandante.               |
| Mali                | Mindanao | Dávao                | Capitán.                  |
| Polloc              | Mindanao | Cotabato             | Teniente de navío de 1ª.. |
| Glan                | Mindanao | Dávao                | Capitán.                  |

### Comandancias militares
| Denominación  | Isla                 | Provincia o distrito | Categoría del comandante |
| ------------- | -------------------- | -------------------- | ------------------------ |
| Malabang      | Mindanao             | Cotabato             | Comandante.              |
| Reina Regente | Mindanao             | Cotabato             | Capitán.                 |
| Tucuran       | Mindanao             | Cotabato             | Capitán.                 |
| Bahía Illana  | Mindanao             | Cotabato             | Teniente coronel.        |
| Barás         | Mindanao             | Cotabato             | Capitán.                 |
| Lebac         | Mindanao             | Cotabato             | Teniente 1º.             |
| Slasi         | Archipiélago de Joló | Joló                 | Capitán.                 |
| Tataán        | Archipiélago de Joló | Joló                 | Comandante.              |
| Bongao        | Archipiélago de Joló | Joló                 | Comandante.              |

## Organización eclesiástica
El 6 de febrero de 1579, fue erigida la Diócesis de Manila como sufragánea de la Arquidiócesis de México. El 14 de agosto de 1595 fue elevada a Arquidiócesis de Manila, siendo sus sufragáneas las tres diócesis creadas ese día:
- Diócesis de Nueva Cáceres
- Diócesis de Cebú
- Diócesis de Nueva Segovia

El 27 de mayo de 1865, fue erigida la Diócesis de Jaro, también sufragánea de Manila.

## Gobernadores
Véase: Gobernadores de Filipinas.

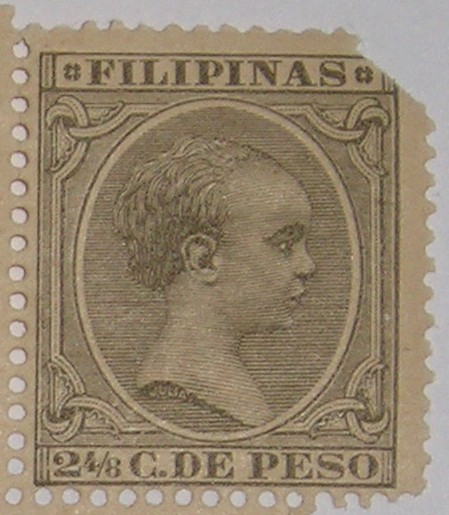
Sello del niño-Rey Alfonso XIII.

El Real Gobernador General de las Filipinas dirigió esta provincia española hasta su traspaso a los Estados Unidos de América. El gobernador también poseía el título de capitán general, un rango militar conferido por las Cortes españolas. Estos gobernantes controlaron desde la estratégica posición de Manila a las islas Filipinas y al resto de las Indias Orientales españolas desde 1565 a 1821, fecha en que dejan de formar parte del Virreinato de Nueva España y pasan a constituir una capitanía general aislada hasta 1898, subsistiendo hasta 1899 con los archipiélagos de las Carolinas, Marianas y Palaos.

## Etnias filipinas
Pobladores autóctonos eran los itas desplazados a los lugares más boscosos, por inmigrantes malayo-polinesios. De los malayos musulmanes llegados del sur proceden los moros. Del contacto con españoles se formaron los mestizos. Población foránea eran los chinos, que monopolizaban el comercio, los criollos y los españoles.

## Industria y comercio
El primer mapa de Filipinas se lo debemos a Pascual Enrile y Alcedo y fruto de este trabajo cartográfico fue el comienzo de un vasto programa de obras públicas, con objeto de aislar a los comerciantes chinos.

## Enseñanza y cultura
En 1849 Narciso Clavería confecciona el primer censo veraz del Archipiélago, obligando a la población a adoptar un único nombre y apellido. Las listas se elaboraron con nombres geográficos y apellidos españoles, consiguiendo la castellanización de apellidos.

## Idioma español
En 2006, se estimó que había en Filipinas una cifra de 3.180.000 hispanohablantes. La mayoría de filipinos lleva nombres de procedencia hispana. Al igual que en otros países de habla hispana, los filipinos llevan dos apellidos, con la notable diferencia de que el apellido materno se antepone al paterno. 